# متحف الإسماعيلية القومي

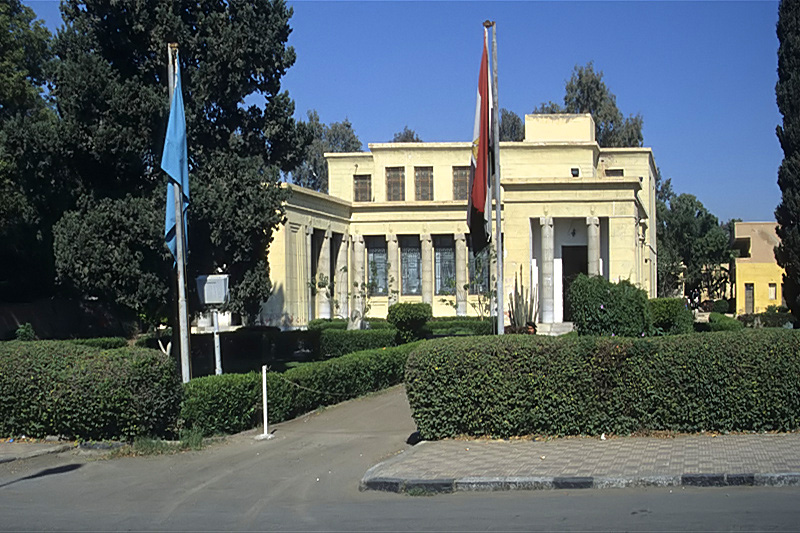

متحف آثار الإسماعيلية هو متحف بمدينة الإسماعيلية في مصر. قام ببناء المتحف المهندسون العاملون بالشركة العالمية للملاحة البحرية (هيئة قناة السويس حاليا) في العام 1911. وافتتح المتحف للزيارة في عام 1913. يضم المتحف مجموعة من القطع الأثرية من عصور تاريخ مصر المختلفة بداية بالعصر الفرعوني حتى عصر الوالي محمد علي.